# گراند-پیل
گراند-پیل (به فرانسوی: Grandes-Piles) روستایی در منطقه شهری مکیناک ناحیه موریسی در استان کبک کانادا است. در سرشماری سال ۲۰۱۱ این روستا ۳۸۰ نفر جمعیت داشته‌است و مساحت آن ۱۱۵٫۳۸ کیلومتر مربع است.